# Tamas
Tama é um grupo étnico que vive em regiões do Chade e do Sudão.

## História
O povo tama fala a língua tama, um idioma nilo-saariano. Sua população é estimada em mais de 50 mil pessoas, a maioria delas vivendo no Sudão e assentadas em Kabkabyia, no nordeste de Darfur. Os tamas são consideradas "africanos", mas muitas vezes são vistos como "árabes" devido à suas raízes com os Awlad Tamim da Arábia Saudita.
No conflito de Darfur, os tamas não foram diretamente visados por ataques da milícia Janjaweed, mas alguns deles foram mortos em conseqüência das batalhas. Além disso, há algumas supostas alegações de que eles estão próximos do governo sudanês e das milícias Janjaweed.